# Normandernas invasion av Wales
Normandernas invasion av Wales påbörjades efter normandernas erövring av England under ledning av Wilhelm Erövraren.
Den första invasionen räknas som 1067-1081 och var varken effektiv eller framgångsrik. Den andra fasen av invasionen ägde rum 1081-1094 och resulterade i att nästan hela Wales lades under engelskt (normandiskt) styre. Normandernas styre i Wales var djupt avskytt och möttes med starkt motstånd, och år 1101 hade walesarna lyckats återerövra nästan hela Wales under kung Gruffudd ap Cynan. Wales var därmed åter självständigt från England, och England lät uppföra borgar kontrollerade av utnämnda engelska Marcher lords för att bevaka gränstrakterna i Welsh Marches. 
Under Henrik I:s regeringstid (1100-1135) rådde en form av vapenvila, där vissa stridigheter begränsade sig till gränstrakterna i Welsh Marches, främst i sydöst, och normanderna fokuserade på England. Engelsmännen var under tjugo år för upptagen av det engelska inbördeskriget The Anarchy för att ägna Wales någon uppmärksamhet. 
Först efter nästan sextio år, under år 1157, återupptogs stridigheterna mellan walesare och engelsmän. År 1163 lyckades Henrik II av England nominellt att underkasta Wales engelskt styre, i den meningen att Wales, representerat av dess två främsta furstar Rhys ap Gruffydd och Owain Gwynedd, svor trohet till kungen av England som hans vasaller. Formellt sett innebar detta att Wales därefter var en engelsk vasall och därmed en del av England. I praktiken var dock Wales självständigt fram till Edvard I:s erövring av Wales 1277-1283.